# Celles-sur-Belle
Celles-sur-Belle ist eine französische Gemeinde mit 3.834 Einwohnern (Stand: 1. Januar 2022) im Département Deux-Sèvres in der Region Nouvelle-Aquitaine.
Sie gehört zum Arrondissement Niort und ist Hauptort des Kantons Celles-sur-Belle.
Sie entstand als Commune nouvelle mit Wirkung vom 1. Januar 2019 durch die Zusammenlegung der bisherigen Gemeinden Celles-sur-Belle und Saint-Médard, die in der neuen Gemeinde den Status einer Commune déléguée haben. Gleichzeitig wurde auch den früheren Gemeinden Montigné und Verrines-sous-Celle, die bereits seit 1973 als Commune associée mit Celles-sur-Belle verbunden waren, der Status als Commune déléguée zuerkannt. Der Verwaltungssitz befindet sich im Ort Celles-sur-Belle.

## Gliederung
| Ortsteil                           | ehemaliger INSEE-Code | Fläche (km²) | Einwohnerzahl (2016) |
| ---------------------------------- | --------------------- | ------------ | -------------------- |
| Celles-sur-Belle (Verwaltungssitz) | 79061                 | 37,24        | 2479                 |
| Montigné                           | 79181                 | 37,24        | 0284                 |
| Verrines-sous-Celle                | 79344                 | 37,24        | 1013                 |
| Saint-Médard                       | 79282                 | 04,13        | 0108                 |

## Geographie
Die Gemeinde liegt etwa 150 Kilometer südöstlich von Nantes und 55 Kilometer südwestlich von Poitiers.
Nachbargemeinden von Celles-sur-Belle sind:
- Beaussais-Vitré im Nordosten
- Melle und Saint-Martin-lès-Melle im Osten
- Saint-Romans-lès-Melle im Südosten
- Périgné im Süden
- Saint-Médard im Südwesten
- Sainte-Blandine im Westen
- Mougon-Thorigné im Nordwesten

Der Ort befindet sich ganz im Norden des Gemeindegebietes und wird vom Fluss Belle durchquert. Weiter südlich befinden sich, ebenfalls am Fluss gelegen, die Orte Verrines sous Celle und Montigné.
Verkehrsanbindung
Der Ort liegt an der Départementsstraße D948, die von Melle kommend nach Niort führt, wird jedoch im Süden umfahren.

## Sehenswürdigkeiten
- Abbaye royale Notre-Dame, königliche Abtei aus dem 17. Jahrhundert am Jakobsweg (Via Turonensis) – Monument historique[3]
- Église Saint-Maixent, Kirche im Weiler Verrines sous Celle aus dem 11. Jahrhundert – Monument historique[4]

## Partnerschaft
Partnergemeinde von Celles-sur-Belle ist die deutsche Gemeinde Amstetten  in Baden-Württemberg.